# Aravindh Chithambaram
Dans ce nom indien, Chithambaran est le nom du père et Aravindh est le nom personnel.
Aravindh Chithambaram est un joueur d'échecs indien né le 11 septembre 1999 à Madurai.
Au 1er mai 2024, il est le neuvième joueur indien et le 65e joueur mondial avec un classement Elo de 2 670 points.

## Biographie et carrière
Grand maître international depuis 2015, Aravindh a remporté l'open de Chennai en 2013 et la médaille de bronze au championnat du monde d'échecs junior en 2017.
En 2019, il remporte le championnat d'Inde d'échecs à la fois en cadence normale, en partie rapides et en blitz. Il est le premier à remporter le championnat dans ces trois formats simultanément.
En 2025 il remporte le Masters de Prague.

### Coupes du monde
Lors de la Coupe du monde d'échecs 2021, il bat le Philippin Michael Concio au premier tour, puis il perd au deuxième tour face à l'Ouzbek Nodirbek Abdusattorov.
| Année | Lieu            | Résultat                    | Ultime adversaire           | Adversaires battus |
| ----- | --------------- | --------------------------- | --------------------------- | ------------------ |
| 2019  | Khanty-Mansiïsk | deuxième tour               | Ievgueni Tomachevski        | Michael Adams      |
| 2021  | Sotchi          | deuxième tour               | Nodirbek Abdusattorov       | Michael Concio     |
| 2023  | Bakou           | Absent de la coupe du monde | Absent de la coupe du monde |                    |